# Loxophantis triplecta
Loxophantis triplecta là một loài bướm đêm trong họ Crambidae.